# Фрізенгайм (Баден-Вюртемберг)
Фрізенгайм (нім. Friesenheim) — громада в Німеччині, знаходиться в землі Баден-Вюртемберг. Підпорядковується адміністративному округу Фрайбург. Входить до складу району Ортенау.
Площа — 46,60 км2. Населення становить 13 291 ос. (станом на 31 грудня 2020).